# إميليو كاراسكو غوتيريز
إميليو كاراسكو غوتيريز (بالإسبانية: Emilio Carrasco Gutiérrez) هو رسام مكسيكي، ولد في 1954م.